# 暈厥
晕厥又称昏厥，俗称昏倒（fainting，passing out），中醫稱厥证，是速发、暫時且自限（可自行恢復）的意識及肌張力喪失，其发生机制在於全脑短時間內血流灌注不足，多发生于直立性低血压、心律失常和双侧颈内动脉供血不足。随着脑供血的恢复，意识、行動能力和定向力也會隨之恢复。
某些原因引起的晕厥在失去意識前會有前驅症狀，包括頭暈、盜汗、皮膚蒼白、視力模糊、噁心、嘔吐、心跳加速以及異常溫暖的感覺等。晕厥也可能伴隨著短暫的肌肉抽搐。晕厥前期（presyncope）指的是類似症狀，但尚未完全喪失意識及肌肉張力的狀態。根據目前建議，不論是晕厥或晕厥前期的病人其醫療處置都是一樣的
會導致患者引發晕厥的原因眾多，包含了輕微的疾病，亦包括有可能危及生命的重症，可大致分為三類：心血管相關、反射或神經系統調控引起的晕厥、姿勢性低血壓。心血管部分雖僅占10%，卻最嚴重；而神經系統調控引起的晕厥則為最為常見。心臟相關引起的晕厥包括心律不整、心臟瓣膜疾病、心肌或大血管問題如肺栓塞或主動脈剝離。神經系統調控引起的晕厥發生於當血管擴張時，而心率卻不適當地降低。其通常為誘發事件導致，例如看到鮮血、疼痛、強烈感覺，或特定活動如排尿、嘔吐、咳嗽等。此外,頸動脈竇受壓迫時也可能導致神經系統調控引起的晕厥。姿勢性低血壓為站起時血壓降低，通常與藥物相關，但也可能為脫水、失血、感染所引發。
釐清何種原因導致患者的晕厥，其首先需要了解藥物史，身體檢查，以及心電圖。心電圖在偵測以下狀況最有用：心律不整、心肌灌流差（心肌缺血）、以及其他電生理相關問題如QT節段延長症候群和布魯格達氏症候群。心臟相關的原因通常很少有前驅症狀。晕厥後的低血壓及心率快可能代表失血或脫水，若為肺栓塞則可能有低血氧的情形。其他特定的檢查如植入式心臟監察儀、傾斜床測試或頸動脈竇按摩等，則可能在病因不明的案例中有所助益。除非有特殊考量，否則通常不會進行電腦斷層掃描。另外必須考慮其他會造成類似症狀的病因，包括：痙攣、中風、腦震盪、低血氧、低血糖、藥物中毒及某些精神疾患。 
治療方式必須針對背後的原因。在初步評估後風險較高的患者應該住院觀察症狀變化。晕厥相當常見（每年每千人當中會有三到六個人發生晕厥），在年紀較長者與女性身上尤其常發生（舉例來說，八十歲以上的女性約有一半有晕厥經驗，而對醫學生當中則有三分之一的人在一生中曾有過至少一次的晕厥經驗）。晕厥的患者佔急診來診原因與住院病患就醫原因的百分之一到三。晕厥的患者在症狀發生後三十天內死亡的比率是4%，決定預後好壞的主要因素是造成晕厥的原因。

## 成因
成因主要是過度疲勞、情緒激動或者疼痛等。還有站立過長時間，令到血液集中到下半身，腦部血液流量減少，也可能導致晕厥的。有五點在醫學角度能解釋此現象：
- 心源性晕厥：由於心律失常、心肌梗塞等原因引起心搏出量急驟降低所致。特別常見於房室傳導阻滯，室性陣發性心動過速等。
- 反射性晕厥：這是一種常見的晕厥。
  - 由於迷走神經張力增高。
  - 體位性暈厥，多在臥位轉成直立時發生。
  - 頸動脈竇過敏性晕厥。
- 排尿性晕厥：在排尿時或排尿後突然發生，多見於男性，尤易於夜間起床排尿或蹩尿過長時出現。
- 腦源性晕厥：由於顱內外腦血管病變，或血管運動中樞本身受損引致的晕厥。
- 其它晕厥：常見於有慢性阻塞性肺部疾病或伴有肺氣腫者。失血失水性晕厥，可由各種原因引起的急性大量失血失水，有效循環量急驟減低所致，高山適應浪和低血糖性晕厥，系由於吸入空氣中氧含量和血糖含量不夠所致。

## 徵狀
一般徵狀有臉色青白、脈搏緩慢、神志不清等。

## 治疗
晕厥發作能迅速好轉，但可因突然倒地而致外傷，故重點在於病因治療和預防發作。
- 晕厥發作時的處理
  - 使病人立即低頭平臥位，可先讓患者躺在安全之處，鬆開患者的圍巾、領帶、皮帶、及各式過緊的衣物，並搬個椅子或石頭過來，抬高患者的腿放上去，讓腿部水平高於心臟水平以促進循環，並再度確認患者的呼吸狀況及意識。若片刻後常可自行清醒。如意識恢復較慢，血壓過低，心動過緩者可試行針刺人中諸穴，一次肌注苯鉀酸鈉咖啡因0.25克或阿托品0.5毫克。必要時吸氧等。如仍屬無效時，應注意排除其它各類嚴重器質性晕厥的可能性。
- 病因治療
  - 如病因已查明，應儘早進行病因治療，這是根治晕厥最有效措施，如有明確誘因者盡量避免之。